# Esther Dyson

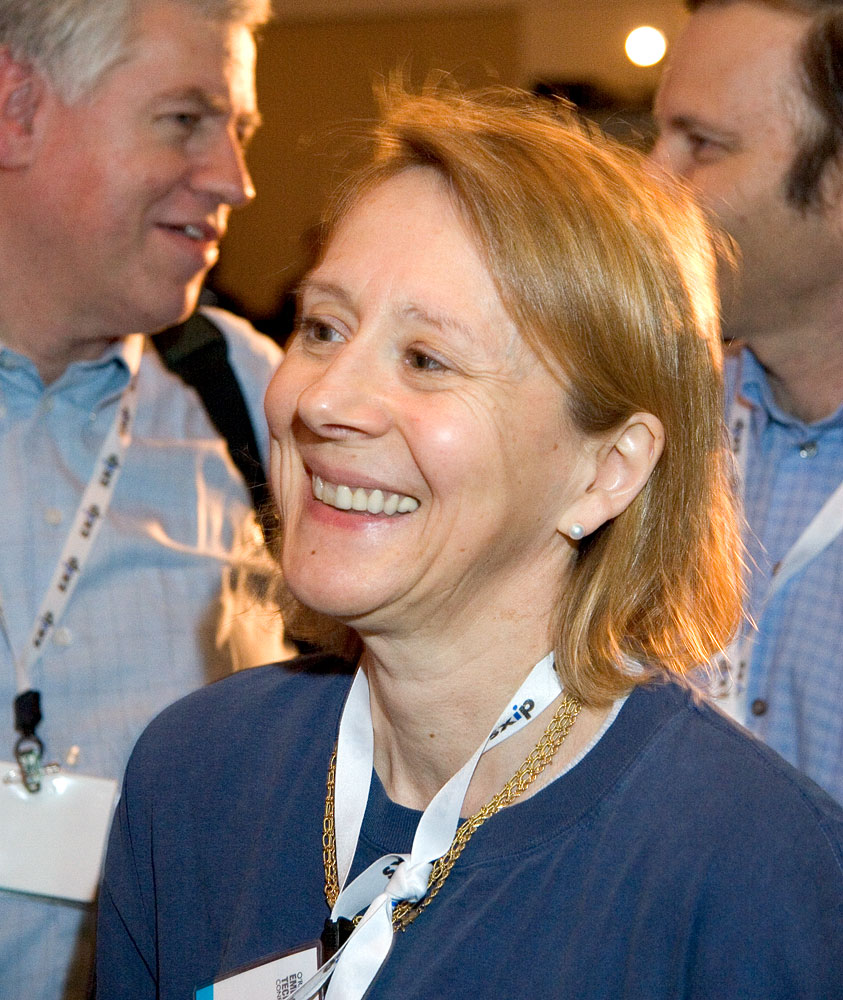
Esther Dyson (2005)

Esther Dyson (Zurigo, 14 luglio 1951) è una giornalista statunitense, figlia di Freeman Dyson, sorella di George Dyson, e nota esperta e filosofa nel campo delle tecnologie digitali emergenti.

## Biografia
Dopo essersi laureata ad Harvard in economia, Dyson ha iniziato la sua carriera nel 1974 nel controllo notizie del giornale Forbes divenendo rapidamente una reporter. Nel 1977 entra alla New Court Securities in qualità di "dipartimento di ricerca" e segue Federal Express ed altre start-up. Dopo un passaggio alla Oppenheimer dove si è occupata di software, passa alla Rosen Research e nel 1983 compra la società dal suo datore di lavoro Ben Rosen, ribattezzandola EDventure Holdings.
Un tratto distintivo dei suoi progetti sono i nomi:
- Release 1.0 è la rivista mensile di Dyson's sull'industria delle tecnologie, pubblicata negli ultimi 20 anni da EDventure Holdings. Dyson scrive alcuni articoli ed edita il resto.
- Release 2.0 è il libro di Dyson del 1997 sugli effetti di Internet sulle vite degli individui. Il titolo completo è Release 2.0: A design for living in the digital age. È uscita anche una nuova edizione, Release 2.1, nel 1998.
- Release 3.0 è Dyson's l'articolo di Dyson sul New York Times e sugli altri giornali del gruppo. Dyson pubblica l'articolo anche sulla sua rivista.
- Release 4.0 ( http://weblog.edventure.com ) è il weblog di Dyson. Il 4 marzo 2005, Dyson ha cambiato l'indirizzo del suo blog verso il suo account Flickr (http://www.flickr.com/photos/edyson/).

Dyson e la sua azienda sono specializzate nell'analisi dell'impatto tecnologie e nei mercati sull'economia e la società.
Partecipa alle attività di numerose organizzazioni no profit. Dona tempo e denaro come trustee in organizzazioni emergenti (Glasses for Humanity, Bridges.org, the National Endowment for Democracy and the Eurasia Foundation). Ha terminato il suo biennio come founding chairman di ICANN,  Internet Corporation for Assigned Names and Numbers (Società per l'assegnazione dei nomi e dei numeri di internet). Dal 2004, fa parte del comitato di "riforma", che si occupa di definire il ruolo degli individui nel sistema decisionale di ICANN's e nelle sue strutture di governance. Dyson è pure membro del consiglio delle tecnologie di informazione del Presidente bulgaro, insieme a persone Vint Cerf, George Sadowsky, Veni Markovski ed altri. Fa parte del consiglio direttivo della Long Now Foundation. È tra i proprietari del First Monday.

## Pensiero
"Analogamente, la Rete altera l'equilibrio di potere tra le aziende, eliminando molte economie di scala e valorizzando la diversità rispetto all'uniformità. Gli analisti finanziari e gli investitori si domandano chi sostituirà la Microsoft, come la Microsoft ha sostituito l'IBM nel ruolo di azienda che detta le regole nel settore. La risposta è: nessuno; il modello secondo il quale un settore gravita attorno a un unico leader lascerà spazio a un mercato nuovo, decentrato." (Release 2.0, pag.11)